# João Paulo Queiroz de Moraes
João Paulo Queiroz de Moraes, noto semplicemente come João Paulo (Tietê, 28 novembre 1996), è un calciatore brasiliano, attaccante dello Yokohama FC.

## Caratteristiche tecniche
È un centravanti.

## Carriera
Cresciuto nel settore giovanile del San Paolo, ha esordito in prima squadra il 23 maggio 2015 in occasione del match di Série A vinto 3-0 contro il Joinville.